# مارغريت نيلسون أرمسترونغ
مارغريت نيلسون أرمسترونغ (بالإنجليزية: Margaret Neilson Armstrong)‏ (24 سبتمبر 1867، نيويورك في الولايات المتحدة - 18 يوليو 1944)؛ مصممة، فنانة، عالمة نبات وروائية أمريكية.